# Gresal
Il torrente Gresal è un corso d'acqua italiano della provincia di Belluno (Veneto), affluente destro del Piave.
Lungo circa 10 km, nasce all'interno del Parco nazionale delle Dolomiti Bellunesi sulle pendici della Pala Alta a circa 1400 m s.l.m. e, attraversando tutto il comune di Sedico (e in minima parte quello di Belluno) si getta nel Piave in località Longano a circa 280 m s.l.m.
Nel torrente Gresal insistono due depuratori (Giazzoi e Sedico) e una vasca Imhoff, a monte della stazione di monitoraggio. La maggior parte del bacino afferente al corso d'acqua è destinata a seminativo non irriguo, la restante parte è costituita da aree boscate e una piccola porzione da aree industriali. Il torrente è diviso in due tipologie ambientali, dalle sorgenti all'affluenza delle sorgenti del Boscon, e da quest'ultima fino alla confluenza nel Piave.